# Route 322 (Nouveau-Brunswick)
Pour les articles homonymes, voir Route 322.
La route 322 est une route locale du Nouveau-Brunswick située dans le nord-est de la province, près de Bathurst. Elle est une route alternative de la route 315, longue de 11 kilomètres, et pavée sur toute sa longueur.

## Tracé
La 322 est la suite de la route 315, alors que celle-ci bifurque vers le nord au terminus sud de la 322. 
La 322 commence par se diriger vers l'est pendant 1 kilomètre, puis elle bifurque vers le nord près de North Tetagouche pour devenir parallèle à la route 315, puis elle traverse Robertville. À Saint-Laurent, elle tourne vers l'est pour croiser la 315 à peine 1 kilomètre à l'est de Saint-Laurent. Cette intersection est le terminus nord de la 322. 

## Intersections principales
| Route 322  |                  |    |                                                              |                              |
| Comté      | Location         | km | Intersection/Destinations                                    | Notes                        |
| Gloucester | Bathurst         | 0  | R-315, Bathurst centre, Dunlop                               | Début de la 322              |
| Gloucester | North Tetagouche | 1  | Chemin North Tetagouche ouest, North Tetagouche, Val-Michaud | La 315 bifurque vers le nord |
| Gloucester | Nigadoo          | 11 | R-315, chemin du Moulin est, Nigadoo, LaPlante, Petit-Rocher | Fin de la 322                |